# 杜秉彝
杜秉彛（1512年—？），字性之，直隸廣平府永年縣人，民籍，明朝政治人物。

## 生平
順天府鄉試第七十一名。嘉靖二十年（1541年）辛丑科會試第一百二十六名，第二甲第二十二名進士。授无为州知州。任内“以教化为先，摒浮靡，禁坊刻，毁谣祠，新社学，一时称治。”擢升刑部员外郎，恤刑河南，治红罗女狱，辯查释放胁从者八百余人，歷官刑部郎中，嘉靖二十九年（1550年）任池州府知府。

## 家族
曾祖杜彬；祖父杜春；父杜浩。母郭氏。慈侍下。兄秉鈞、秉臣。弟秉倫。生八子，杜廓、杜賡、杜序、杜廕、杜庇、杜縻、杜莊、杜庥。杜廕、杜縻俱進士，杜廓，舉人。